# Szil (faanyag)
A szil kemény lombos faanyag, Magyarországon elsősorban a mezei szil (Ulmus minor) anyagát hasznosítják.

## Az élő fa
A mezei szil eurázsiai (mediterrán) flóraelem, sík- és dombvidéki elegyfa. Jól bírja a magyarországi éghajlati szélsőségeket, melegkedvelő, fagytűrő, mérsékelten fényigényes. Kedveli az üde, mély, tápanyagdús talajt, de gyengébb talajon is megél. Az árvizet jól viseli, a pangó vizet nem.
Magassága 20…30 m  körüli. Kérge rövid, mély barázdákkal repedezett, vastag, parában gazdag.

## A faanyag
A keskeny, sárgásfehér szíjács és a sötét vörösesbarna geszt jól elkülönül. Gyűrűs likacsú fa, az évgyűrűk őszi hullámos edénysávjai több sorosak, nem függnek össze, megszakított vonalakként látszódnak. Ezek a párhuzamos edénysávok a húrmetszeten finom, párhuzamosan futó zegzugos vonalakként láthatóak. Bélsugarai a sugármetszeten elütő színük miatt feltűnőek.

## Felhasználása
SzárításDöntés után azonnal kérgelni kell, majd lehetőleg vízbe tenni. Felvágás után óvatosan kell szárítani, mert repedezhet, de így is vetemedhet.
MegmunkálásMinden eljárással jól megmunkálható. Éles szerszámot igényel, hajlamos a szálkiszakadásra. Késeléshez, hámozáshoz gőzölni kell.
RögzítésNehezen szegezhető, csavarozható. Minden ragasztási technológiával jól ragasztható.
FelületkezelésJól pácolható, jól lakkozható.
TartósságGesztje tartós, szíjácsát rovarok károsítják. Élettartama szabadban kb. 80 év, nedvességben kb. 500 év, állandóan szárazon kb. 1500 év.
Bútor, furnér, parketta, falburkolat, szarufa készül belőle, a hagyományos járműgyártásban alváz, kerékabroncs, -agy, küllő, hajótőke, borda készítésére használják. Sporteszközök, faragott termékek, játékok kedvelt anyaga. Kéregrostjából kötél, hamujából kiváló hamuzsír készül.